# Wjoschenskaja
Wjoschenskaja (russisch Вёшенская) ist eine Staniza in der Oblast Rostow (Russland) mit 9261 Einwohnern (Stand 14. Oktober 2010).

## Geographie
Die Ortschaft liegt in der südrussischen Steppenzone, etwa 300 km Luftlinie nordnordöstlich des Oblastverwaltungszentrums Rostow am Don am linken Ufer des Don.
Wjoschenskaja ist Verwaltungszentrum des Rajons Scholochowski sowie Sitz der Landgemeinde Wjoschenskoje selskoje posselenije, zu der außerdem die Staniza Jelanskaja (22 km östlich) sowie die fünf Weiler (chutor) Andropowski (15 km ostnordöstlich), Krasnojarowski (18 km östlich), Lebjaschenski (14 km ostsüdöstlich), Pigarewski (3 km westlich des Zentrums) und Solonzowski (17 km ostnordöstlich) gehören.

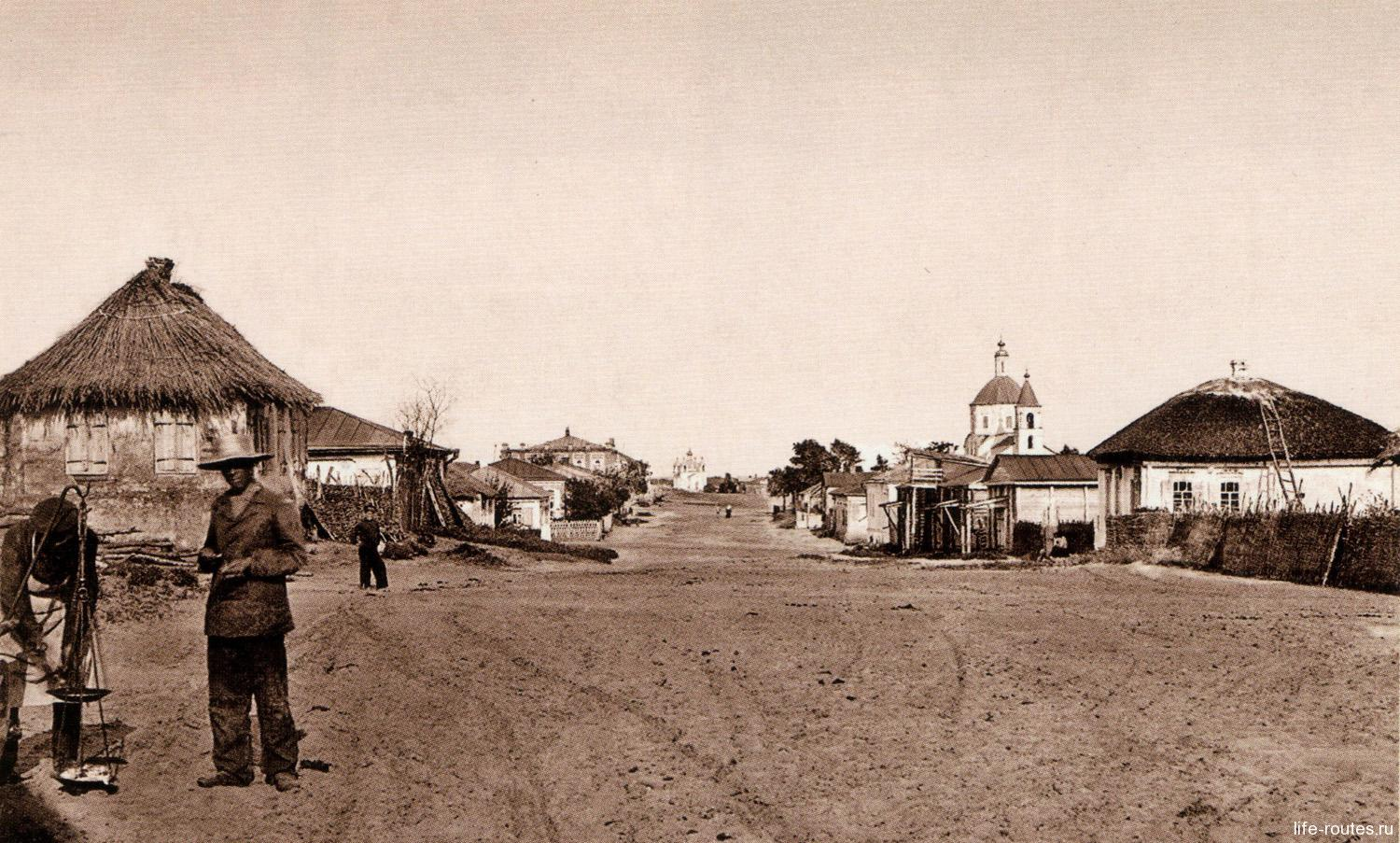
Staniza Wjoschenskaja 1904
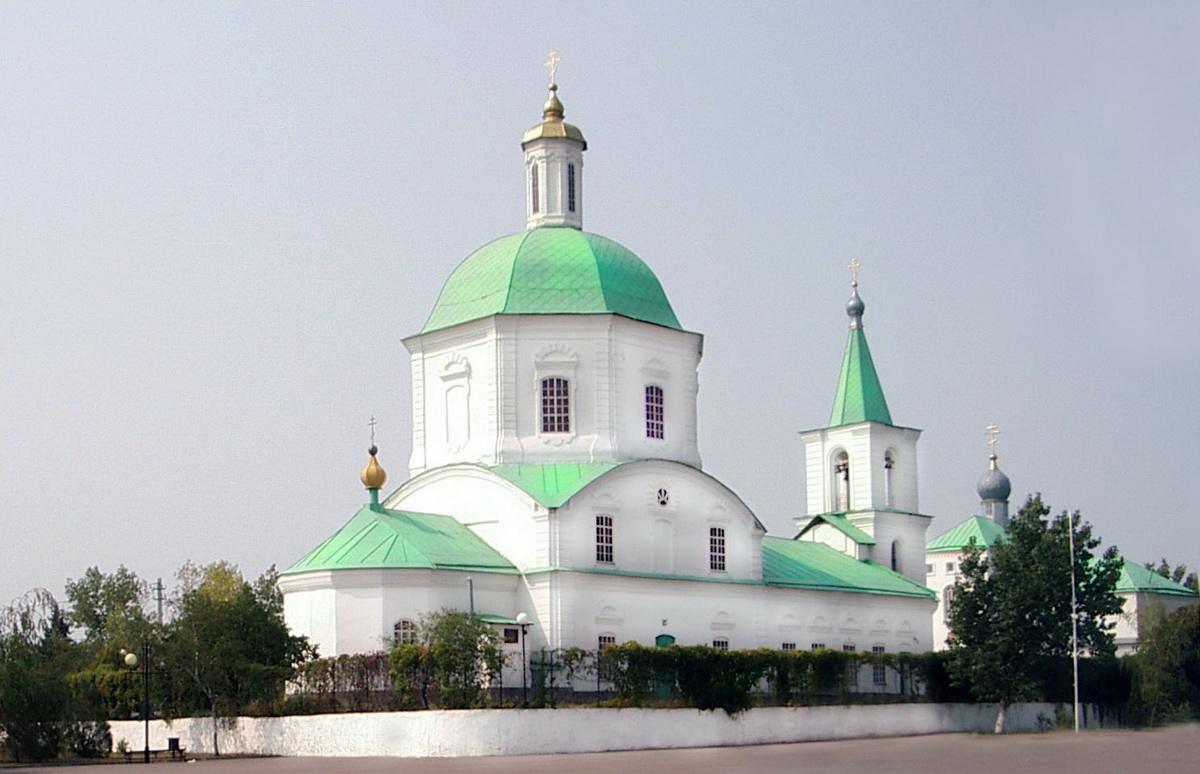
Erzengel-Michael-Kirche in Wjoschenskaja (Mitte des 18. Jahrhunderts)
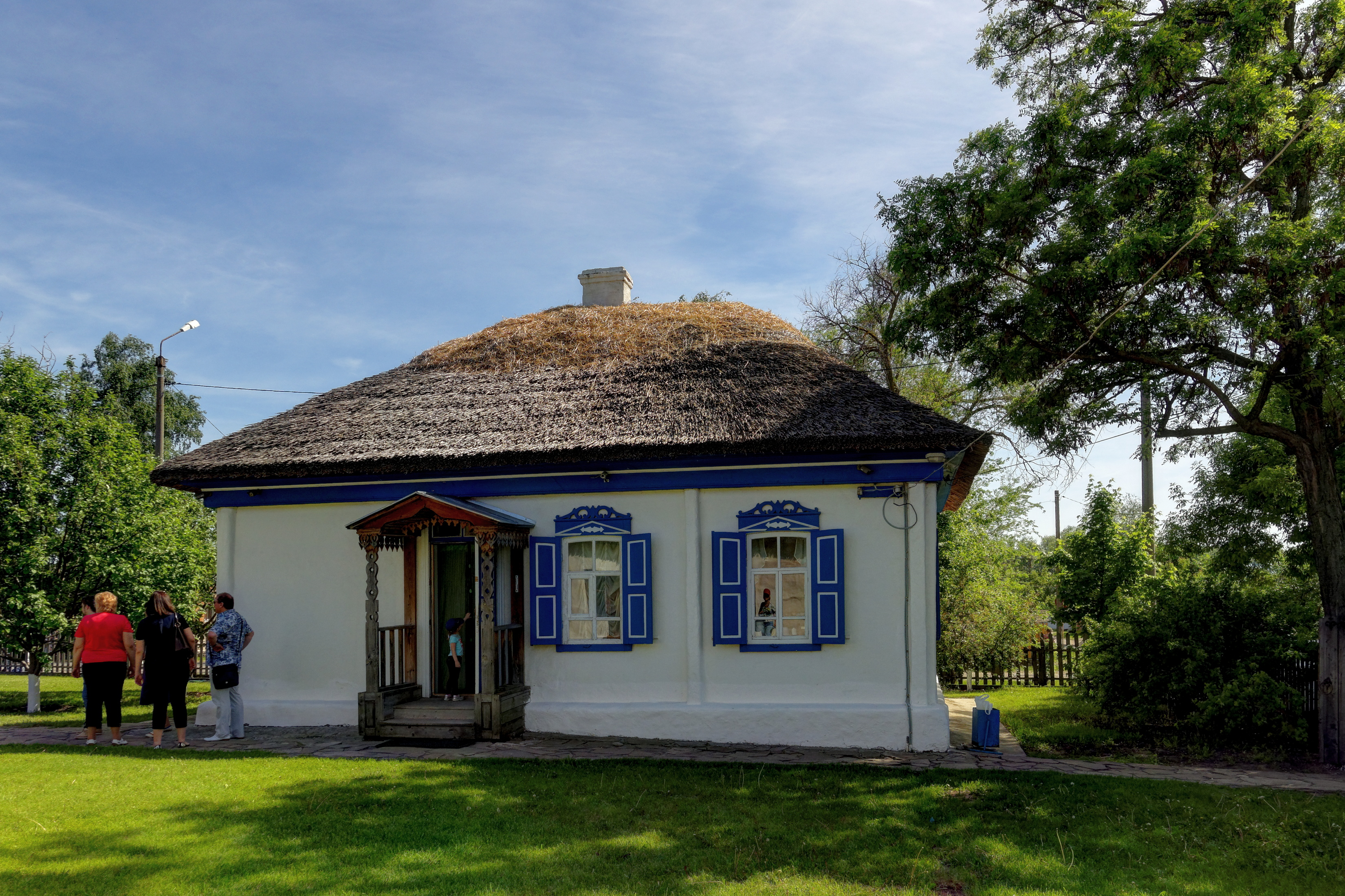
Erstes Wohnhaus von Michail Scholochow in Wjoschenskaja (Museum)
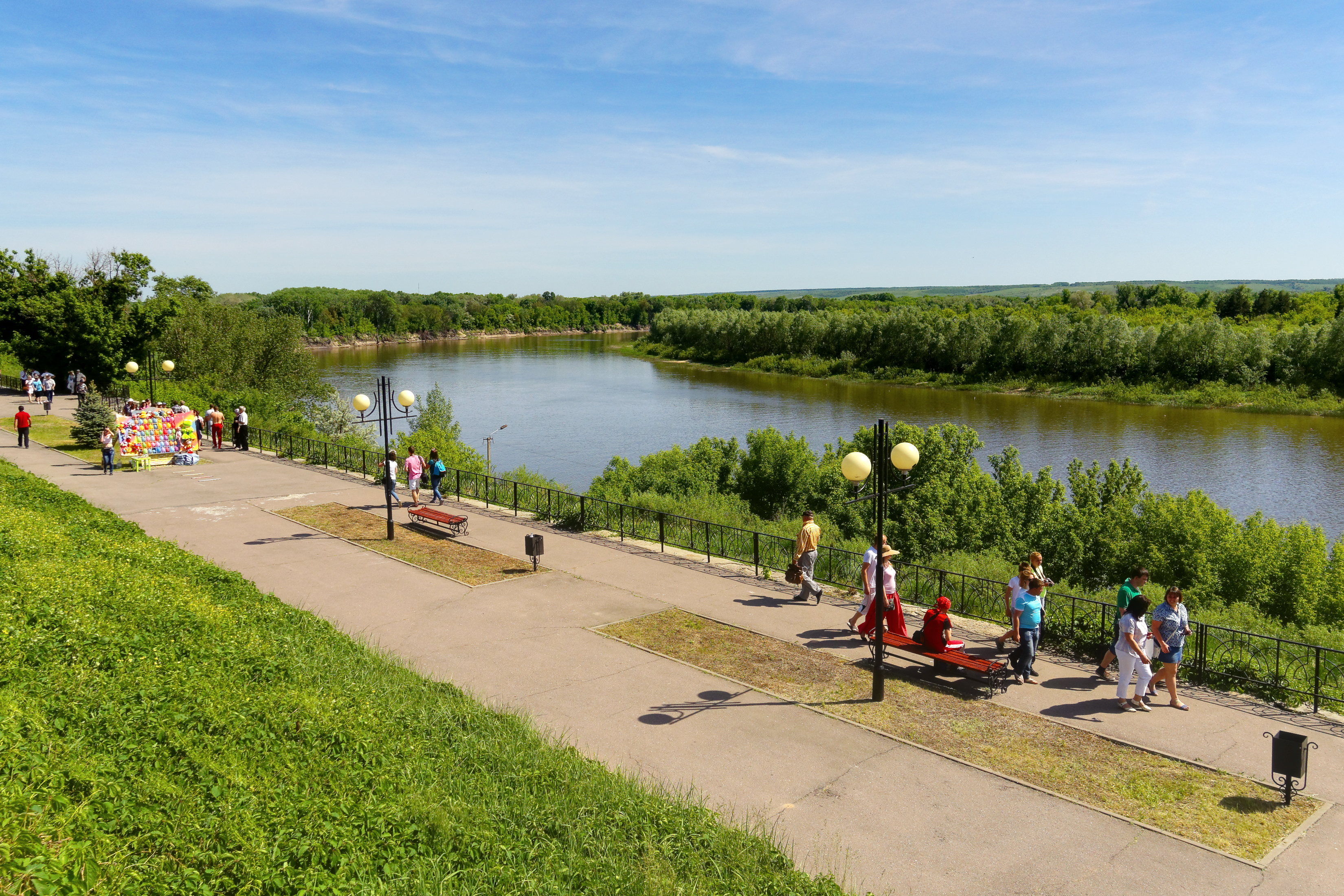
Der Don in Wjoschenskaja
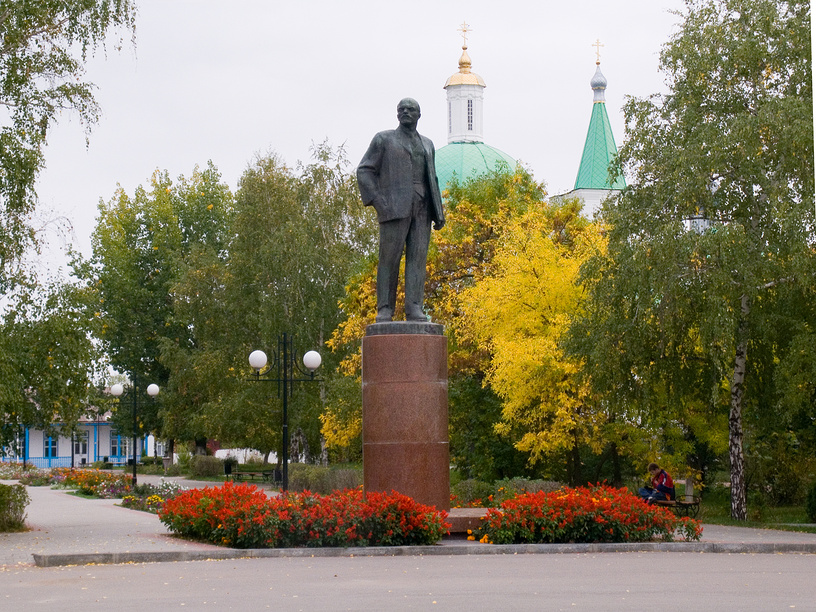
Lenin-Denkmal in Wjoschenskaja

## Geschichte
Ein Kosakenstädtchen unter der Bezeichnung Wjoschki wurde erstmals 1672 urkundlich erwähnt, befand sich jedoch weiter flussabwärts der heutigen Lage. 1740 wurde die Ansiedlung wegen der häufigen Überschwemmungen an die heutige, höher gelegene Stelle verlegt, wo sich zuvor bereits eine Staniza namens Reschetowskaja befand.
Ab Ende des 18. Jahrhunderts gehörte die Ortschaft zum Land des Don-Heeres (ab 1870 als Oblast des Don-Heeres bezeichnet), und innerhalb dieses ab Einführung einer Verwaltungsgliederung 1835 zum Ust-Medwedizki okrug mit Sitz in der etwa 70 km östlich gelegenen Staniza Ust-Medwedizkaja (heute Serafimowitsch). Mit Ausgliederung des Werchne-Donskoi okrug („Oberer Don-Kreis“) 1918 wurde die Staniza Wjoschenskaja dessen Verwaltungssitz. Zwischen 11. März und 8. Juni 1919 kam es dort während des Russischen Bürgerkriegs zu einem der bedeutendsten Kosakenaufstände gegen die Bolschewiki.
Mit Einführung der Rajongliederung 1924 wurde Wjoschenskaja Verwaltungssitz eines nach der Staniza benannten Rajons (Wjoschenski rajon).
Im Zweiten Weltkrieg kam die Sommeroffensive der deutschen Wehrmacht und ihrer Verbündeten Mitte Juli 1942 am Don zu stehen, so auch gegenüber Wjoschenskaja. Im Bereich Wjoschenskaja-Jelanskaja konnte die Rote Armee einen Brückenkopf am rechten Ufer halten. Die Front verlief dort bis Mitte Dezember 1942, als die Rote Armee nach der erfolgreichen Einkesselung der deutschen Truppen in Stalingrad auch weiter nordwestlich am Don zum Angriff überging. Infolge der mehrmonatigen Lage in Frontnähe kam es in der Staniza zu Zerstörungen.
Nach dem Tod des dort geborenen Schriftstellers Michail Scholochow erhielt der Rajon am 4. Juni 1984 dessen Namen.

### Bevölkerungsentwicklung
| Jahr | Einwohner |
| ---- | --------- |
| 1897 | 2555      |
| 1939 | 4208      |
| 1959 | 4319      |
| 1970 | 6965      |
| 1979 | 7865      |
| 1989 | 9578      |
| 2002 | 9317      |
| 2010 | 9261      |

Anmerkung: Volkszählungsdaten

## Verkehr
Nach Wjoschenskaja führt die von Millerowo an der föderalen Fernstraße M4 Don aus südwestlicher Richtung über Kaschary kommende Regionalstraße 60K-16. Über eine 1985 errichtete Brücke überquert sie westlich (oberhalb) der Staniza den Don. Von Wjoschenskaja nach Nordosten setzt sich die Straße als 60K-335 zur etwa 30 km entfernten Grenze der Oblast Wolgograd fort, dort weiter als  18K-5 in Richtung Michailowka – Schirnowsk. In nordwestlicher Richtung verläuft die 60N-40 ins benachbarte Rajonzentrum Kasanskaja.
Die nächstgelegenen Bahnstationen befinden sich per Straße jeweils etwa 150 km entfernt in Millerowo an der Strecke Moskau – Woronesch – Rostow und in Michailowka an der Strecke (Moskau –) Grjasi – Wolgograd.
Ein kleiner Flughafen nordwestlich des Ortes (ICAO-Code URRW) wird seit spätestens den 2000er-Jahren nicht mehr im regulären Passagierverkehr angeflogen, dient aber der sonstigen zivilen Luftfahrt.

## Persönlichkeiten
Der im gut 20 km südlich der Staniza gelegenen Weiler Kruschilinski geborene Schriftsteller Michail Scholochow (1905–1984), Literaturnobelpreisträger 1965, lebte ab 1928 zumeist in Wjoschenskaja.